# Duzey
Duzey település Franciaországban, Meuse megyében. Lakosainak száma 46 fő (2022. január 1.). Duzey Billy-sous-Mangiennes, Muzeray, Nouillonpont, Pillon és Rouvrois-sur-Othain községekkel határos.

## Népesség
A település népességének változása:
| Lakosok száma | 52   | 39   | 33   | 50   | 48   | 43   | 42   | 44   | 45   | 46   |
|               | 1968 | 1982 | 1990 | 2006 | 2013 | 2015 | 2017 | 2019 | 2020 | 2022 |